# Czarnków
Czarnków este un oraș în Polonia.